# Université Park
Cet article possède un paronyme, voir University Park.
L'université Park (en anglais : Park University) est une université non lucrative américaine basée à Parkville dans le Missouri. Elle accueille dans une vingtaine de sites, souvent associés à des bases militaires préexistantes. Elle compte environ 25 000 étudiants. Elle possède un campus à Austin.
Elle dispense également des enseignements à distance.